# 高龙叉
高龙叉（545年—600年11月24日），名虬，字龙叉，以字行，渤海郡蓨县（今河北省衡水市景县）人，北齐宗室，北齐、北周、隋朝官员。

## 生平
高龙叉年少谨慎，承袭了高伏护的爵位。北齐大宁二年（562年），高龙叉以太尉府水曹参军为起家官。天统三年（567年），高龙叉出任中书舍人，很快升任散骑侍郎，转任通直散骑常侍、兼任中书舍人。武平四年（573年），高龙叉转任给事黄门侍郎，很快加开府仪同三司。等到北周平定北齐后，高龙叉在大象二年（580年）出任东京营构总监丞。隋朝建立后，高龙叉出任河南道行台膳部侍郎，很快出任尚书膳部侍郎，又转任功部侍郎，加通直散骑侍郎，署理太府少卿、副将作大匠，检校营造事务，加仪同三司。开皇二十年十月己巳（600年11月24日），隋文帝在广阳门外召集大臣，宣读诏书，将高龙叉斩首处死，高龙叉时年虚岁五十六。仁寿元年二月十八日（601年3月27日）葬于洛阳城西北河南县清风乡。

## 家庭

### 祖父
- 高长威，北魏侍中、仪同三司、青州刺史[2]

### 父亲
- 高子固，开府仪同三司、尚书左仆射、简武公[2]